# Günther Harkort

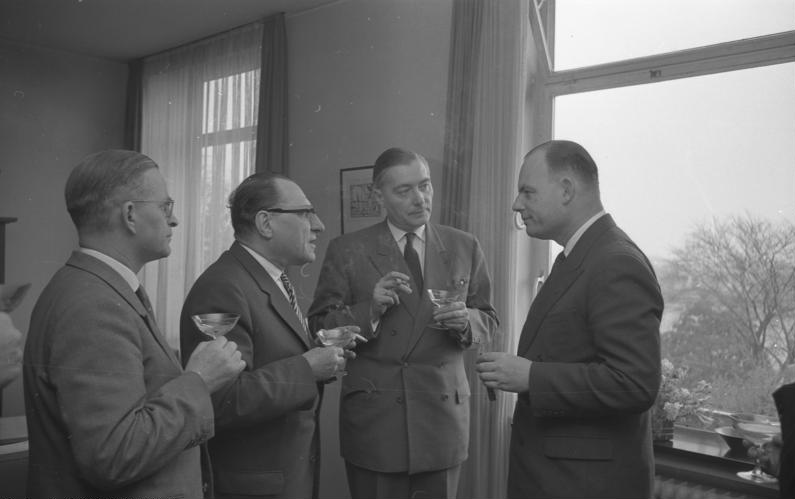
Günther Harkort (zweiter von rechts), Ministerialdirektor und Leiter der Handelspolitischen Abteilung im Auswärtigen Amt.

Günther Harkort (* 1. September 1905 in Herdecke; † 3. Oktober 1986 in Bonn) war deutscher Diplomat und Staatssekretär im Auswärtigen Amt (1969–1970).

## Leben
Harkort studierte von 1925 bis 1928 Volkswirtschaftslehre in Heidelberg, Berlin, Kiel und Bonn und arbeitete zunächst von 1928 bis 1929 als kaufmännischer Volontär in London und Paris. Von 1934 bis 1936 war er Mitarbeiter am Institut für Weltwirtschaft in Kiel, wo er 1937 zum Dr. rer. pol. promoviert wurde. Anschließend war er von 1937 bis 1940 beim Statistischen Reichsamt Berlin tätig. Im Jahr 1940 folgte sein Wechsel als Referent in das Reichswirtschaftsministerium. Nach dem Krieg war er 1946 bis 1947 Mitarbeiter im Wirtschaftsministerium von Württemberg-Baden sowie anschließend bis 1949 beim Stuttgarter Büro für Friedensfragen tätig. Zwischen 1949 und 1952 war er Mitarbeiter bei der Ständigen Vertretung der Bundesrepublik Deutschland bei der Economic Cooperation Administration (ECA) Washington bzw. bei der Mutual Security Agency (MSA) Washington. 1952 folgte der Eintritt in den Diplomatischen Dienst. Dort war er zunächst Ministerialdirektor, dann ab 1961 Botschafter der Bundesrepublik Deutschland bei den Europäischen Gemeinschaften und ab 1969 Staatssekretär.
Den Nachlass aus seiner dreißigjährigen Laufbahn überließ er dem Bundesarchiv.

## Auszeichnungen
- 1956: Großes Silbernes Ehrenzeichen mit dem Stern für Verdienste um die Republik Österreich[2]

## Veröffentlichungen (Auswahl)
- A concept for an open world economy. In: Intereconomics: Review of European Economic Policy, 1973, Nr. 4, S. 110–113; ISSN 0020-5346.
- Über den statistischen Dienst im heutigen Deutschland. In: Swiss Journal of Economics and Statistics, 1948, Band 84, Nr. 5, S. 457–467; ISSN 0303-9692; sjes.ch (PDF; 5,3 MB).